# Linda Mvusi
Linda Mvusi (ur. 1955 w Bloemfontein) – południowoafrykańska niezawodowa aktorka filmowa. Za rolę w anty-apartheidowym filmie Świat na uboczu (1988) w reżyserii Chrisa Mengesa otrzymała wraz z partnerującymi jej Barbarą Hershey i Jodhi May nagrodę dla najlepszej aktorki na 41. MFF w Cannes. Mvusi nie zdecydowała się kontynuować kariery filmowej, wybierając zamiast niej pracę w swoim wyuczonym zawodzie architekta. Miała swój udział m.in. w powstaniu Muzeum Apartheidu w Johannesburgu.